# Maracay
Maracay, ook bekend als Ciudad Jardín (Tuinstad) is de hoofdstad van de staat Aragua en een belangrijke stad in de centrale regio van Venezuela. De agglomeratie Maracay, met al zijn voorsteden, heeft in zijn geheel ruim 1.300.000 inwoners.
De stad ligt in de buurt van het Tacarigua meer (ook: Valencia meer) in de bergrug La Costa. Twee rivieren komen in deze stad bij elkaar, de Limón en de Castaño. Maracay heeft zijn naam gekregen van Cacique Maracay (een caribisch woord dat tijger betekent), een bekende strijder van de stam van de Arawuas-indianen die zich tot het katholicisme had laten bekeren. De stad werd gesticht op 5 maart 1701. Op 5 maart viert men dan ook elk jaar “Dag van Maracay” en twee weken later, op 19 maart is er een andere lokale feestdag, namelijk die van de beschermheilige van de stad, Sint Jozef.

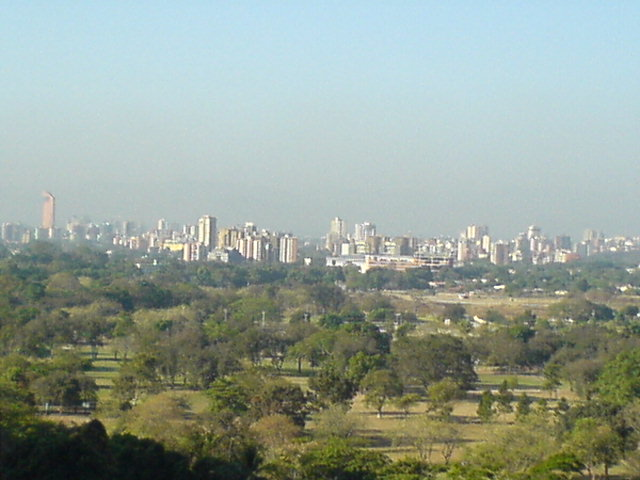
Zicht op Maracay

Maracay is belangrijk voor de Venezolaanse luchtmacht. De twee grootste luchtmachtbases van het land zijn hier te vinden, waarop ook de F-16-straaljagers van Venezuela gestationeerd zijn, net als de nieuwe Soechoj Su-30 die het land gekocht heeft van Rusland. Verder is de vierde pantserdivisie van het leger hier gelegerd.
De stad is vooral in de laatste 60 jaar sterk gegroeid. Tijdens de regering van generaal Juan Vicente Gómez begon de metamorfose van de slaperige provinciestad naar een regionaal industrieel, cultureel en economisch centrum. In de jaren 50 werd er al begonnen met het aanleggen van industrieterreinen en in de jaren 60 begon men met het flink uitbreiden van woonwijken, waarop het inwoneraantal explosief groeide. Tegenwoordig produceert de stad vooral papier, textiel, tabak, cement, zuivel, vlees, en cosmetische producten

## Geboren
- Jorge Valdivia (1983), Chileens voetballer
- Pastor Maldonado (1985), Formule 1-coureur
- Veronica Rodriguez (1991), pornoactrice